# Foz do Douro
 (octobre 2016).
Si vous disposez d'ouvrages ou d'articles de référence ou si vous connaissez des sites web de qualité traitant du thème abordé ici, merci de compléter l'article en donnant les références utiles à sa vérifiabilité et en les liant à la section « Notes et références ».
Foz do Douro est une ancienne freguesia de Porto, située le long de l'océan Atlantique. Depuis 2013, elle est intégrée avec Aldoar et Nevogilde dans une União das Freguesias, qui couvre la partie occidentale et maritime de la municipalité de Porto.
Foz do Douro avait été une municipalité indépendante, comprenant une seule paroisse ; en 1836, elle a été réunie à la municipalité de Porto.
La population en 2011 était de 10 997 habitants, dans une superficie de 3 km2. Elle est composée en majorité de foyers aisés, le quartier est le plus cher de la ville.
Le prix au mètre carré ronde autour des 5000€ m/2 (Avril 2023).
Le bord de mer a été aménagé de manière élégante en une promenade comprenant des grandes demeures bourgeoises, des esplanades et des jardins. 
Avec ses bars, ses restaurants et ses plages, c'est une zone appréciée des promeneurs.
Au sud, la forteresse de São João da Foz (pt) domine l'embouchure du Douro.

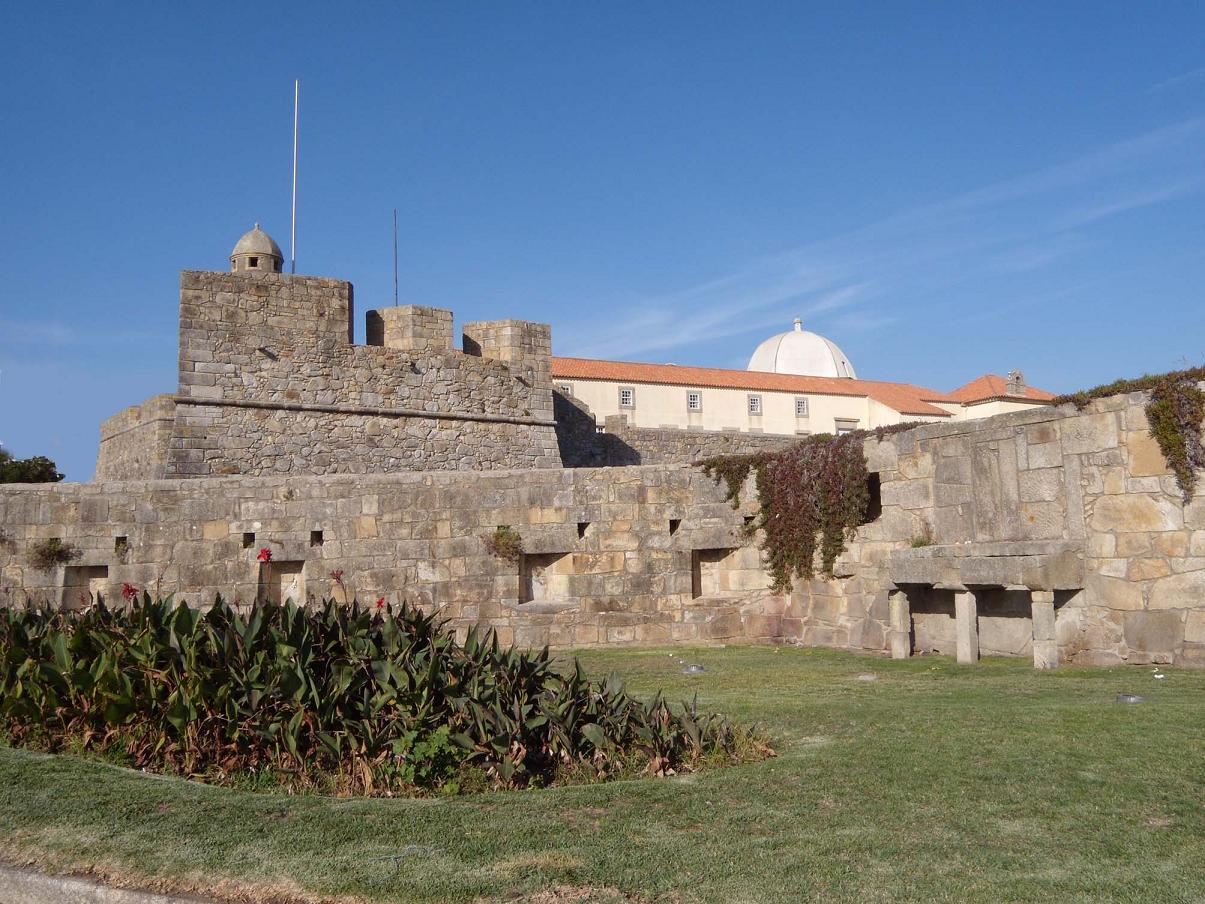
Fort de São João da Foz
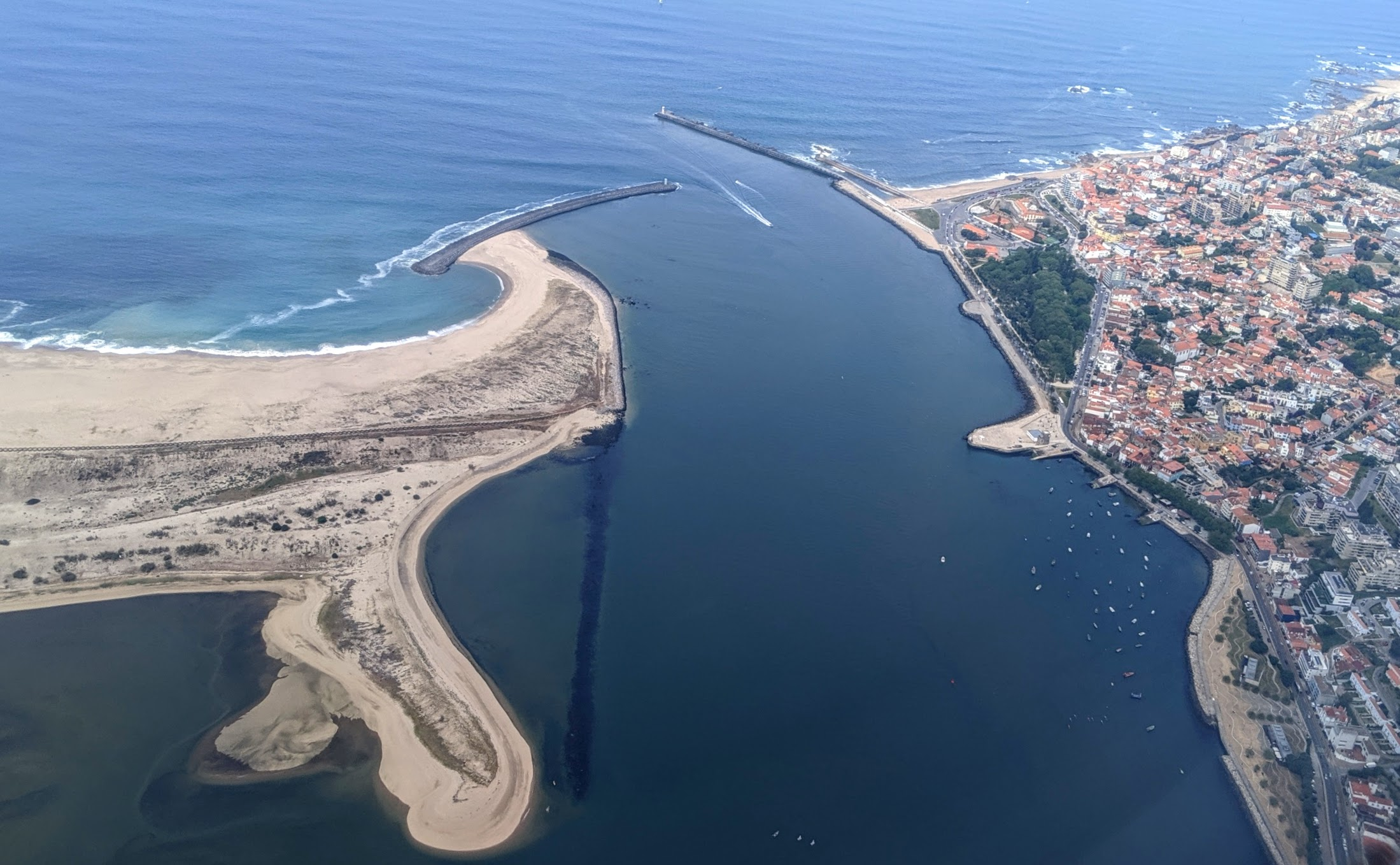
Estuaire du Douro, avec Foz do Douro à droite
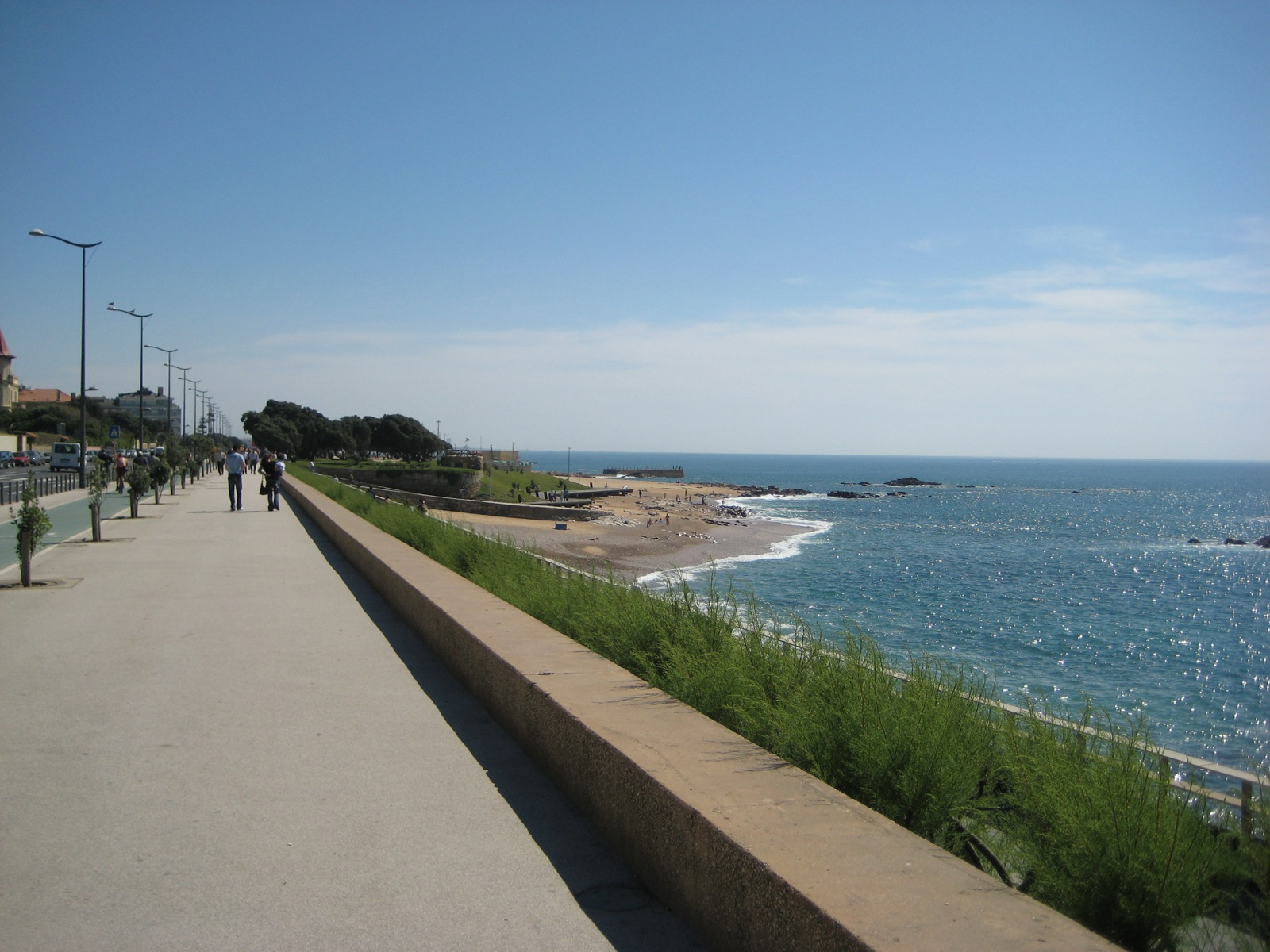
Bord de mer
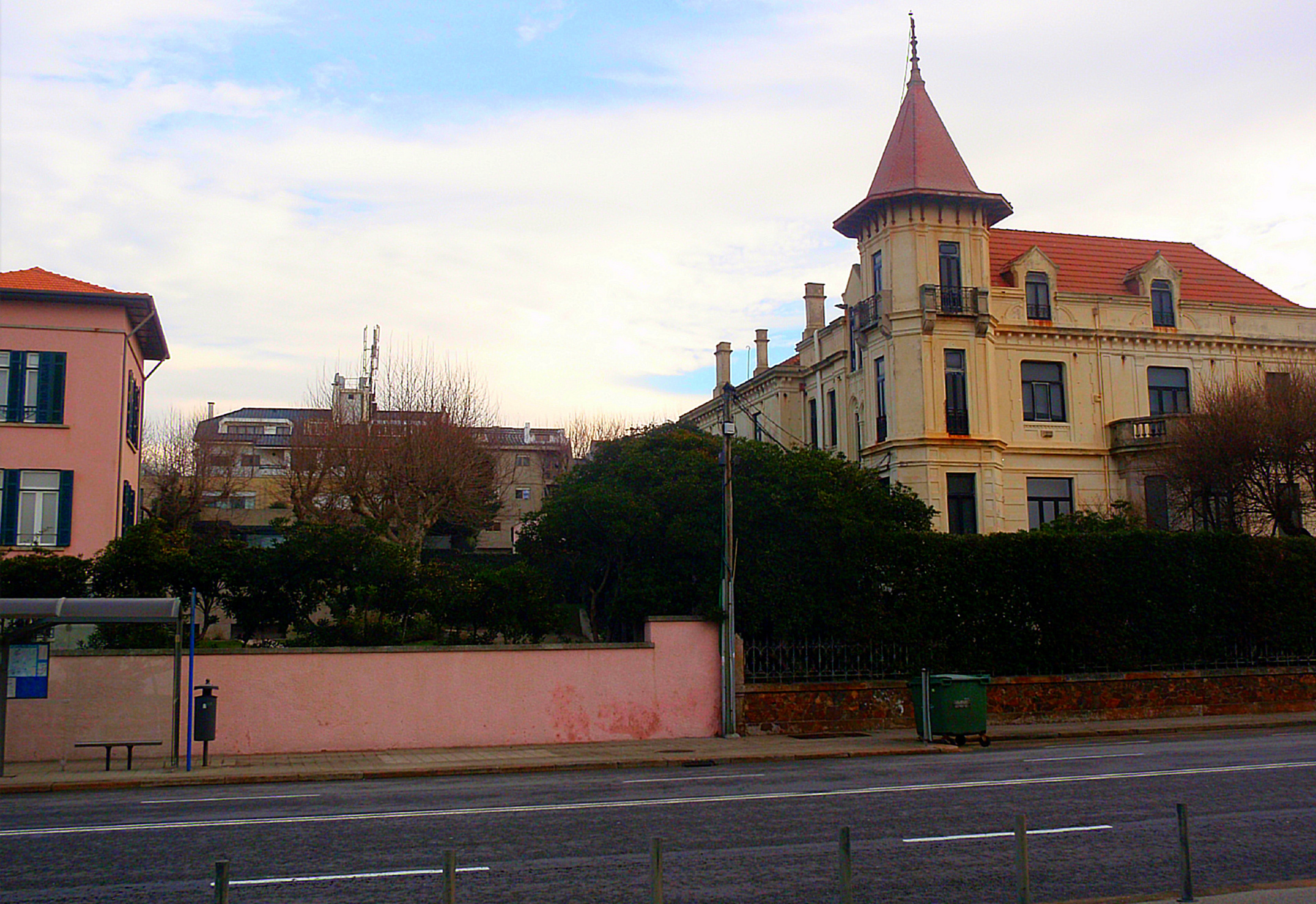
Villa de la famille Moreira, XIX-XXe, Av. de Montevideu